# Marcelo Zarvos
Marcelo Uchoa Zarvos (São Paulo) mei 1969 is een Braziliaanse pianist en componist, soms ook accordeonist.

## Biografie
Marcelo Zarvos werd geboren in de tweede generatie Griekse emigranten in São Paulo en groeide daar op. Op 10-jarige leeftijd begon Zarvos intensief met pianospelen voordat hij op 13-jarige leeftijd professioneel optrad in lokale nachtclubs. Een jaar later had hij een platencontract bij Columbia Records, toen hij zich bij de redelijk succesvolle band Tokyo voegde. Tijdens zijn tijd als bandlid kwam hij niet alleen in aanraking met muzikale compositie als toetsenist en songwriter, hij ervoer ook andere muzikale invloeden tijdens het spelen met o.a. Nina Hagen en Cauby Peixoto. Dit leidde er vervolgens toe dat hij muziek bleef studeren onder begeleiding van de Duitse muzikant Hans-Joachim Koellreutter, voordat hij op 18-jarige leeftijd begon aan het Berklee College of Music om muziek te studeren, die hij aan het California Institute of the Arts afsloot met een bachelor graad. Vervolgens studeerde hij af met een master in muziek aan het Hunter College.
Nadat Zarvos het jazzalbum Dualism had opgenomen met Peter Epstein en de albums Labyrinths en Music Journal als leader, was het de Braziliaanse regisseur Paulo Machline die hem in 1999 ontmoette in een nachtclub in New York en hem vroeg om voor zijn korte film Uma História de Futebol muziek te componeren. Sindsdien werkte Zarvos als componist voor films als The Good Shepherd, Brooklyn's Finest en The Beaver.
Zarvos heeft een relatie met de Amerikaanse actrice Janel Moloney, met wie hij sinds 14 februari 2010 een zoon heeft.

## Onderscheidingen
Emmy Award
- 2009: Nominatie voor Outstanding Music Composition for a Miniseries, Movie or a Special van Taking Chance
- 2010: Nominatie voor Outstanding Music Composition for a Miniseries, Movie or a Special van You Don’t Know Jack

## Discografie
- 1994: Dualism
- 1997: Labyrinths
- 2000: Music Journal

## Filmografie
- 1998: Uma História de Futebol
- 2000: Tully
- 2001: Kissing Jessica Stein
- 2003: The Mudge Boy
- 2004: The Door in the Floor
- 2005: Strangers with Candy
- 2006 - The Good Shepherd (Robert De Niro)
- 2006 - Hollywoodland (Allen Coulter)
- 2007 - The Air I Breathe (Jieho Lee)
- 2007: You Kill Me
- 2008 - Última Parada 174 (Bruno Barreto)
- 2008 - What Just Happened? (Barry Levinson)
- 2008 - Winged Creatures (Rowan Woods)
- 2009 - Sin nombre (Cary Fukunaga)
- 2009: Taking Chance
- 2010 - Brooklyn's Finest (Antoine Fuqua)
- 2010: Please Give
- 2010 - Remember Me (Allen Coulter)
- 2010 - You Don't Know Jack (Barry Levinson) (tv-film)
- 2010–2012: The Big C (tv-serie)
- 2011 - Beastly (Daniel Barnz)
- 2011 - The Beaver (Jodie Foster)
- 2011 - Friends with Kids (Jennifer Westfeldt)
- 2011: Too Big to Fail
- 2012: The Words
- 2012 - The Bay (Barry Levinson)
- 2012: Won't Back Down
- 2013 - The Face of Love (Arie Posin)
- 2013: Phil Spector (tv-film)
- sinds 2013: Ray Donovan (tv-serie)
- 2014 - Little Accidents (Sara Colangelo)
- 2014 - The Humbling (Barry Levinson)
- 2014 - Adult Beginners (Ross Katz)
- 2014: Extant (tv-serie)
- sinds 2014: The Affair (tv-serie)
- 2015: American Ultra
- 2015 - Rock the Kasbah (Barry Levinson)
- sinds 2015: One Mississippi (tv-serie)
- 2015, 2017: Z: The Beginning of Everything (tv-serie)
- 2015 - Cell (Tod Williams)
- 2016: The Choice
- 2016 - Our Kind of Traitor (Susanna White)
- 2016: Puls
- 2016: Fences
- 2017 - Wonder (Stephen Chbosky)
- 2018: The Land of Steady Habits
- 2019: The Best of Enemies
- 2019 - Dark Waters (Todd Haynes)
- 2019: Breakthrough
- 2019: Otherhood
- 2020: Penguin Bloom
- 2021 - The Guilty (Antoine Fuqua)